# Велике Сескіно
Велике Сескіно (рос. Большое Сескино) — присілок в Дальнеконстантиновському районі Нижньогородської області Російської Федерації.
Населення становить 42 особи. Входить до складу муніципального утворення Сарлейська сільрада.

## Історія
Від 2009 року входить до складу муніципального утворення Сарлейська сільрада.

## Населення
| 2002 | 2010 |
| ---- | ---- |
| 51   | ↘42  |